# Nilo Peçanha
Nilo Procópio Peçanha (Campos dos Goytacazes (Rio de Janeiro), 2 oktober 1867 - Rio de Janeiro, 31 maart 1924) was een Braziliaans politicus en president van 14 juni 1909 tot 15 november 1910.
Deodoro da Fonseca ·
Peixoto ·
Morais ·
Campos Sales ·
Alves ·
Pena ·
Peçanha ·
Fonseca ·
Brás ·
Alves ·
Moreira ·
Pessoa ·
Bernardes ·
Luís ·
Prestes ·
(Junta van 1930) ·
Vargas ·
Linhares ·
Gaspar Dutra ·
Vargas ·
Café Filho ·
Luz ·
Ramos ·
Kubitschek ·
Quadros ·
Ranieri Mazzilli ·
Goulart ·
Ranieri Mazzilli ·
Castelo Branco ·
Costa e Silva ·
(Junta van 1969) ·
Garrastazu Médici ·
Geisel ·
Figueiredo ·
Neves ·
Sarney ·
Collor ·
Franco ·
Cardoso ·
Lula da Silva ·
Rousseff ·
Temer ·
Bolsonaro ·
Lula da Silva
- Bibliothèque nationale de France: cb124021884 (data)
- CiNii: DA14542409
- Gemeinsame Normdatei: 1053572131
- International Standard Name Identifier: 0000 0000 8201 7930
- Library of Congress Control Number: n84030411
- Virtual International Authority File: 16162271
- WorldCat: E39PBJhMqWKhmdHQGghhQ8CxXd